# 조상원 (출판인)
조상원(趙相元, 1913년 11월 9일 ~ 2000년 5월 27일)은 일제강점기의 관료이자 대한민국의 언론인, 출판인, 작가이다. 1945년 잡지 건국공론을 창간하고 1951년 출판사인 현암사를 설립하였다. 1959년 한국 최초의 법령집인 《법전》을 발간한 것을 비롯해 《장길산》, 《현암아동문고》, 《오늘의 시》, 《빙벽》 등 숱한 저명 서적을 펴냈으며, 1966년 문예지 《한국문학》을 창간하기도 했다.
1950년대 중반부터는 현암문고라는 프로젝트를 추진, 국내외 명작과 저명한 작품들을 다수 소개하였고, 인기·비인기 작품을 가리지 않고 발행하여 각국의 여러 명작을 한국 국내에 소개하였다. 1956년년부터 3년간 고전 법령 등을 참고, 고찰하여 대한민국 최초의 성문법 법령집인 《법전》을 발간했는데, 한글로 편찬하였다. 1980년 장남에게 출판사 경영을 넘겨준 뒤에는 법서 편찬작업에 매달려왔다. 호는 현암(玄岩).

## 생애

### 젊은 시절
현암 조상원은 1913년 11월 9일 경상북도 영풍군에서 태어났다. 5세 때 어머니가 사망하고 형편이 어려워 보통학교 졸업 후 학업을 중단하였다. 일제강점기 후반 기자가 되려 하였으나, 판임관 공개채용 시험에 합격하면 받아주겠다는 사장의 말을 듣고 1932년 판임관 공개채용 시험에 합격하였다. 그러나 공무원 생활을 하는 것을 본 뒤 결정하겠다며 성인이 된 뒤에 오라고 하여 공무원 생활을 하였다.
그후 경북 도내의 면서기를 두루 거쳐 안동군 안동읍 부읍장까지 올라갔다. 그뒤 1945년 광복이 되자 일제 강점기의 관료들을 일부 채용했으므로 그 역시 군수까지 나갈 생각을 하였으나, 신간회 등에서 독립운동을 하던 아버지가 일제의 관리로도 모자라 미국의 관료가 되려 하느냐며 반대하였으므로 공무원을 사퇴하고 기자가 되었다.

### 언론 활동
1946년 출판사 조선스포-쓰 사를 열고 잡지 조선스포-쓰를 발행하였다.
1945년 8·15해방과 더불어 대구에 머물고 있던 조상원은 잡지 건국공론을 창간했다. 그러나 그는 정태영을 사장으로 영입하고 자신은 부사장 겸 편집인이 된다. 그는 부사장 겸 편집인이자 자신이 직접 기자로도 취재하였다. 그뒤 일시 휴간했다가 1946년 다시 재속간하고 이때는 사장으로 취임했다. 건국공론지는 8·15 해방과 미군정기의 복잡한 상황에서 휴간과 속간을 거듭하며 통권 28호까지 계속되다가 1949년 말 한국공론으로 제호를 바꾼 뒤 1952년 5월까지 발행하였다.
건국공론의 취재와 편집을 하던 중 1951년 12월 서울 마포구 아현동에서 현암사를 창립하였다. 그뒤 6.25 전쟁 이후 1954년 '현암문고(玄岩文庫)'를 시작으로 본격적 출판활동에 나섰다.

### 출판 활동

#### 법전 편찬
'현암문고' 시리즈를 기획하여 그는 《셰익스피어 이야기》, 《적과 흑》, 《대지》 등의 세계문학작품들의 한글 번역본을 소개, 출판했다. 1960년대에 이르러서는 한국 국내에 소개되지 않았거나, 한국에서는 인기가 없지만 저명한 명작들을 발굴하여 명작 선집을 내기도 했다.
1956년 서울로 이주한 조상원은 대한민국 법령집의 편찬에 손을 댔다. 1950년대 중반부터 손수 법전의 글자를 해석, 교열하여 1959년 국내 최초의 법령집인 《법전》을 펴냈다. 일본식 이름인 육법전서 대신 법전이라는 독특한 제목으로 출간되어 더욱 화제가 되었고, 법전은 초판이 나오자마자 지식인과 사회지도층에게 큰 인기를 얻어 바로 매진되었다.
대한민국 최초의 법령집인 ‘법전’ 출간을 시작한 뒤 법령의 조항에 개정연월일을 표시하고 입법총람, 판례요지를 수록하는 등 법전 출판에 관한 현대적 규범을 수립했다.

#### 출판 활동
이후 법률 서적 외에도 소설, 문학, 시집, 아동 도서 등 다양한 장르의 책을 발간, 발행하였다. 1965년 박경리의 장편소설 《시장과 전장》을 출간하고 이후 문인들의 작품을 펴냈다. 또한 어려운 한문체 대신 한글체로 서서히 책의 편집방침을 변화해 나갔다.
「희랍비극」「한국의 명저」 「육당 최남선 전집」「어둠의 자식들」을 펴내고, 이후 '장길산', '현암아동문고', '오늘의 시', `빙벽' 등 숱한 저명 서적을 펴냈으며 1966년 문예지 `한국문학'을 창간하기도 했다.
1966년 2월 계간 문학잡지인 한국문학(韓國文學)을 발행하고 편집인이 되었다. 이어 이어령, 소설가 강신재(康信哉), 박경리, 서기원(徐基源), 선우휘(鮮于煇), 유주현(柳周鉉), 이범선(李範宣), 이호철(李浩哲), 장용학(張龍鶴), 최인훈(崔仁勳), 시인 김구용(金丘庸), 김수영(金洙暎), 김춘수(金春洙), 전봉건(全鳳健) 등을 필진으로 기용했고, 평론가 유종호(柳宗鎬), 이어령, 홍사중(洪思重) 등도 참여하였으나 1967년 5월 통권 4호로 종간되었다.
1969년 이름있는 근현대 작가들의 저서와 소설을 모아 '한국의 명저'를 발행하였고, 1970년 한국 최초로 출판제작자 실명제를 도입했다.
그는 특히 ‘흙속에 저 바람속에’ 출간 때 배포 하루전 준비된 표지를파기하고 새로 다시 인쇄를 지시하는 등 인쇄 지질 등을 포함한 책의 완성도를 중시한 것으로 유명했다.

### 생애 후반
'책과 30년', '삶에 이르는 삶', '법이 뭐길래', '그래도 길이 있었다' 등을 직접 집필하였으며, 1980년 아들 조근태에게 출판사경영을 넘겨준 뒤에는 법서 편찬작업에만 매달려왔다. 80년대 초반에는 워드프로세서를 배워 활용했으며 91년에는 직원들에게 직접 일어강의를 하기도 했다.
1989년 법률잡지인 월간 《내외법률뉴스》를 창간하였고, 후에 《오늘의 법률》로 이름이 바뀌었다. 1994년 법학 저술을 장려하기 위해 한국법학교수회와 함께 현암법학저작상을 제정하고, 사재를 기금으로 기부하였다. 이후 한국법학교수회에서 이어받아 시상식을 개최하고 있다.
1980년대 후반에 아들 조근태에게 경영권을 넘기고 회장이 되어 물러났다. 만년에도 법률 문화를 현대화하는 작업에 매진하며 일선에서 직접 법률 및 법률 관련 서적 편찬, 발간을 추진하였다. 출판문화 발전에 기여한 공로로 서울시 문화상, 대통령 표창, 출판학회상, 중앙대 언론문화상 등을 수상하였고 한국출판인회의에서 '큰 출판인'으로 선정하기도 했다. 1999년 한국법학교수회 명예회원으로 추대됐다.
2000년 서울 양천구 목동 이화여대 부속 목동 병원에 입원했다가 그해 5월 27일 밤 10시 15분에 이대목동병원에서 사망했다. 사망당시 그의 나이 향년 87세였다.

### 사후
그는 평소 낚시를 즐겨 강화도를 자주 찾았다. 그는 자신의 유언대로 사후 경기도 고양시 덕양구 벽제동 벽제장묘사업소 화장장에서 화장되어 강화도 앞바다에 뿌려졌다.

## 저서
- 《책과 삼십년》(1994)
- 《그래도 길이 있었다》

## 상훈 경력
- 서울시 문화상
- 대통령 표창
- 출판학회상
- 중앙대학교 언론문화상
- 한국출판인회의 '큰 출판인' 선정

## 가족 관계
- 아들 : 조근태(趙根台, 1942년 5월 1일 - 2010년 3월 19일)
- 며느리 : 문우순
  - 손녀 : 조미현, 출판인
  - 손자 : 조일형, 사진작가
  - 손녀 : 조은미, 출판인
- 아들 : 조근옥(趙根玉)
- 딸 : 조일순
- 딸 : 조규순
- 딸 : 조영희
- 딸 : 조순희

## 같이 보기
- 건국공론
- 현암사
- 현암문고
- 한국문학
- 조근태

## 관련 서적
- 조상원, 《책과 삼십년》(현암사, 1994)[쪽 번호 필요]
- 조상원, 《그래도 길이 있었다》 (현암사, 2000)
- 현암조상원추모문집간행위원회, 《玄岩 趙相元》 (현암조상원추모문집간행위원회 엮음, 현암사, 2001)